# Nature morte aux harengs et cébettes
la Nature morte aux harengs, cébettes et pain (Bodegón con arenques, cebolletas y pan) est une huile sur toile (50,3 cm x 36,7 cm) de Luis Meléndez (1716-1780) conservée au musée du Prado de Madrid, sous le numéro d'inventaire 907. Ce tableau date des années entre 1760 et 1770. Il provient des séries de natures mortes de Meléndez réalisées pour le cabinet d'histoire naturelle du prince des Asturies (futur Charles IV d'Espagne) à Aranjuez.

## Description
Comme souvent, Meléndez place cette nature morte sur une table de bois de cuisine, sur un fond brun. Au premier plan, il dispose des harengs fumés aux surfaces irrégulières contre une botte de cébettes (oignons verts) fraîchement sortis de terre. À droite, une grosse miche de pain ronde illumine la scène de sa lumière blonde. Au second plan, l'on remarque un grand pichet bombé de céramique brune reflétant la lumière venant d'une fenêtre invisible de la gauche. Ce pichet pansu est une poterie rustique, typique du XVIIIe siècle espagnol. Il est recouvert d'une tejoleta de faïence de Talavera de la Reina, avec un décor de rose (dénommé « de rosilla » ou « del ramito »). Il cache en partie un grand récipient de céramique d'Alcorcón d'où apparaît un manche de bois. Un pichet de métal gris en forme d'alcuza (avec un long col), servant à verser l'huile, puis un gros vinaigrier sombre fermé d'un bouchon de liège et un panier d'osier à l'arrière plan complètent la scène. Celle-ci est traitée de manière vériste qui sert de prétexte à l'artiste pour jouer de toute la gamme des bruns.

## Exposition
Ce tableau a notamment été présenté au public à Paris en 1979 (L'Art européen à la cour d'Espagne au XVIIIe siècle) ; à Dublin en juin-septembre 2004 (Luis Meléndez) ; à Madrid en juin-septembre 2006 (Picasso. Tradición y Vanguardia) ; à New York en novembre 2006-mars 2007 (From El Greco to Picasso: Time, Truth and History).